# Peremyshliany (huyện)
Huyện Peremyshliany (tiếng Ukraina: Перемишлянський район, chuyển tự: Peremyshlianys'kyi raion) là một huyện của tỉnh Lviv thuộc Ukraina. Huyện Peremyshliany có diện tích 918 km², dân số theo điều tra dân số ngày 5 tháng 12 năm 2001 là 47705 người với mật độ 52 người/km2. Trung tâm huyện nằm ở Peremyshliany.